# Internazionali d'Italia 2003
Gli Internazionali d'Italia 2003  (chiamati anche Internazionali BNL d'Italia per motivi di sponsorozzazione) sono stati un torneo di tennis giocato sulla terra rossa. È stata la 60ª edizione del torneo, che fa parte della categoria ATP Masters Series nell'ambito dell'ATP Tour 2003, e della Tier I nell'ambito del WTA Tour 2003. Sia gli incontri maschili che femminili si sono giocati al Foro Italico di Roma in Italia.

## Campioni

### Singolare maschile
Felix Mantilla ha battuto in finale  Roger Federer con il punteggio di 7–5, 6–2, 7–6(10)

### Singolare femminile
Kim Clijsters ha battuto in finale  Amélie Mauresmo con il punteggio di 3–6, 7–6(6), 6–0

### Doppio maschile
Wayne Arthurs /  Paul Hanley hanno battuto in finale  Michaël Llodra  /  Fabrice Santoro con il punteggio di 7–5, 7–6(5)

### Doppio femminile
Svetlana Kuznecova / Martina Navrátilová hanno battuto in finale  Jelena Dokić /  Nadia Petrova con il punteggio di 6–4, 5–7, 6–2